# پدر همه بمب‌ها

آزمایش انفجار پدر همهٔ بمب‌ها با آغاز ابر قارچی

پدر همهٔ بمب‌ها یا (به روسی: Папа всех бомб)، نام قوی‌ترین بمب گرمافشاری جهان است که در ۱۱ سپتامبر سال ۲۰۰۷ توسط روسیه آزمایش شد. این آزمایش در پاسخ به آزمایش «مادر همهٔ بمب‌ها» بود که توسط ایالات متحده آمریکا در سال ۲۰۰۳ انجام شد که پیش از «پدر همهٔ بمب‌ها» قوی‌ترین بمب گرمافشاری جهان بود.

## ویژگی‌ها
این بمب با هواپیما حمل می‌شود و توانایی ایجاد خلأ دارد.  ادعا شده‌است که قدرت آن چهار برابر بیشتر از پرقدرت‌ترین بمب‌های غیر اتمی کنونی جهان است که در اختیار آمریکا قرار دارد. زیرا از یک نوع جدید و بسیار کارآمد مواد منفجره که به آن اشاره‌ای نشده‌است، بهره می‌برد. مادر همهٔ بمب‌ها که پیش از این به عنوان قوی‌ترین سلاح گرمافشاری شناخته می‌شد و در سال ۲۰۰۳ آزمایش شده بود، یک بمب هدایت شونده ماهواره‌ای دوربرد است و آمریکا از آن در جنگ با داعش در افغانستان استفاده کرد.
این. بمب روسی نخستین بار توسط هواپیمای توپولف تی یو-۱۶۰ در محل آزمایش رها شد. این بمب از لحاظ اندازه و وزن از بمب MOAB آمریکایی کوچک‌تر است، اما به دلیل استفاده از نانوفناوری در ساخت آن و با توجه به حرارتی که در زمان منفجر شدن در مرکز انفجار تولید می‌شود قدرت آن بسیار بیشتر از بمب‌های آمریکایی است. وزارت دفاع روسیه اعلام کرد این طرح نظامی هیچ‌کدام از توافقات بین‌المللی را نقض نمی‌کند و به ایجاد رقابت تسلیحاتی تازه‌ای در جهان منجر نخواهد شد. بمب روسیه حاوی ۷۱۰۰ کیلوگرم ماده منفجره قوی است، در حالی که بمب آمریکا ۸۲۰۰ کیلوگرم ماده منفجره دارد. بمب آمریکا معادل ۱۱ تن تی‌ان‌تی است در حالی که بمب روسیه معادل ۴۴ تن از این ماده منفجره می‌باشد. همچنین شعاع انفجار بمب روسیه معادل ۳۰۰ متر و دو برابر شعاع انفجار بمب آمریکا است. این بمب روسی در ابتدا توده‌ای از مواد آتش‌زا در شعاع انفجاری خود ایجاد می‌کند که با اکسیژن موجود در جو مخلوط می‌شود. سپس این توده آتش می‌گیرد. به طوری که تمام منطقه آتش گرفته شده را نابود می‌کند. واکنش انفجار در این نوع بمب نیز همانند سایر مواد منفجرهٔ غیر اتمی واکنشی در حد مولکولی می‌باشد در حالی که در بمب‌های اتمی ساختار اتم و هسته عوض می‌گردد. پدر همه بمب‌ها با قدرتی معادل انفجار ۴۴ تن تی‌ان‌تی با وجود قدرت بسیار بالایش هرگز قابل قیاس با بمب هسته ای که در هیروشیما با نام پسر کوچک به کار رفت نمی‌باشد. بمب هسته ای پسر کوچک دارای قدرت انفجاری معادل ۱۶۰۰۰ تن تی ان تی بوده‌است. عموماً این نوع از بمب‌ها به عنوان سنگرشکن جهت نابودی مناطق حساس دشمن که با بتن مسلح محافظت می‌شوند و سایر بمب‌ها توانایی نفوذ ندارند استفاده می‌شوند.

## دیدگاه سیاسی
آزمایش این بمب با توجه به تنش‌های به وجود آمده میان مسکو و واشینگتن به دلیل مسائلی چون استقرار سپر موشکی آمریکا در اروپای شرقی، پرواز مجدد هواپیماهای راهبردی روسیه و امکان تعلیق حضور در پیمان نیروهای متعارف از سوی روسیه، می‌تواند بیش از گذشته، روابط دو کشور را به دوران جنگ سرد نزدیک کند. آزمایش بمب گرمافشاری توسط روسیه نشان دهنده توان نظامی این کشور در پاسخ به طرح آمریکا برای استقرار تجهیزات ضد موشکی خود در شرق اروپاست.